# Black Desert Online
Black Desert Online (coreano: 검은사막) es un sandbox MMORPG (videojuego de rol multijugador masivo en línea), desarrollado por la desarrolladora de videojuegos coreana, Pearl Abyss. Fue publicado para Microsoft Windows en 2015, para Android, iOS y Xbox One en 2019 y la versión para PlayStation 4 en 2020.

## Jugabilidad
El combate en Black Desert Online se basa en la acción, requiriendo puntería manual similar a aquellos encontrados en videojuegos de disparos en tercera persona. Las habilidades pueden activarse a través de uso de combos para atacar, esquivando o bloqueando. El juego ofrece gestión de viviendas, pesca, agricultura y comercio,así como combate jugador contra jugador (PvP) de asedio y batallas en castillo.
El juego incluye varios elementos de inmersión y sandbox. Uno es la dinámica, un sistema de tiempo en todo el mundo que incluye acontecimientos a gran escala como tifones, que influyen en el juego. El tiempo localizado incluye acontecimientos como niebla provisional, que los jugadores pueden aprovechar para lanzar ataques sorpresa en estructuras del gremio rival. También consta de un ciclo de día/noche dinámico con una progresión gradual de efectos de iluminación. 
Por la noche, algunos personajes no jugables (NPCs o PNJ en español) dejarán de estar disponibles cuando regresen a casa y los monstruos dejarán caer más botín. Los diferentes contenidos del juego estarán disponibles dependiendo de si es de noche o de día. La vivienda del jugador es instanciada y varía en tamaño y ubicación. Los jugadores pueden amueblar y equipar su vivienda comprando muebles a través del PNJ o a través de la elaboración o crafting.
Un sistema de combate activo requiere apuntar, esquivar y usar combos de forma manual y precisa, a diferencia del sistema de selección de pestañas que se ve en la mayoría de los MMORPG. Los jugadores también pueden participar en combates montados. Las monturas se adquieren mediante la domesticación en la naturaleza y los jugadores pueden criar monturas especiales al aparear ciertos tipos, requieren alimentación y cuidado, no pueden almacenarse en el inventario y pueden matarse.

## Mundo
Black Desert Online se desarrolla en un entorno de alta fantasía y gira en torno al conflicto entre dos naciones rivales, la República de Calpheon y el Reino de Valencia. Calpheon es muy materialista, mientras que Valencia es muy espiritual.
Hace mucho tiempo, las cuatro regiones principales, Calpheon, Serendia, Balenos y Mediah, vivían en paz. Todo cambió cuando la Muerte Negra comenzó a propagarse a través de comerciantes de Valencia, la zona al este de Mediah que controla el comercio. La plaga provocó muchas muertes en todo el mundo. Algunos de los supervivientes fueron expulsados debido a la paranoia. Finalmente, las tres regiones principales formaron una alianza y comenzaron una guerra que duró 30 años, de la que Mediah se benefició más al cosechar piedras negras y comerciar con todos. 
Después de la guerra, la alianza comenzó a comerciar lentamente con Valencia otra vez. Las tensiones volvieron a aumentar cuando los demás descubrieron la importancia de las piedras negras. Desesperados por ganar riqueza, los otros comenzaron a buscar piedras negras. Calpheon no tiene una región que albergue las preciadas piedras negras, por lo que sus habitantes comenzaron a robarlas a los demás. Esto plantea conflictos con Valencia debido al vasto Desierto Negro de Valencia que contiene las piedras.

## Historia

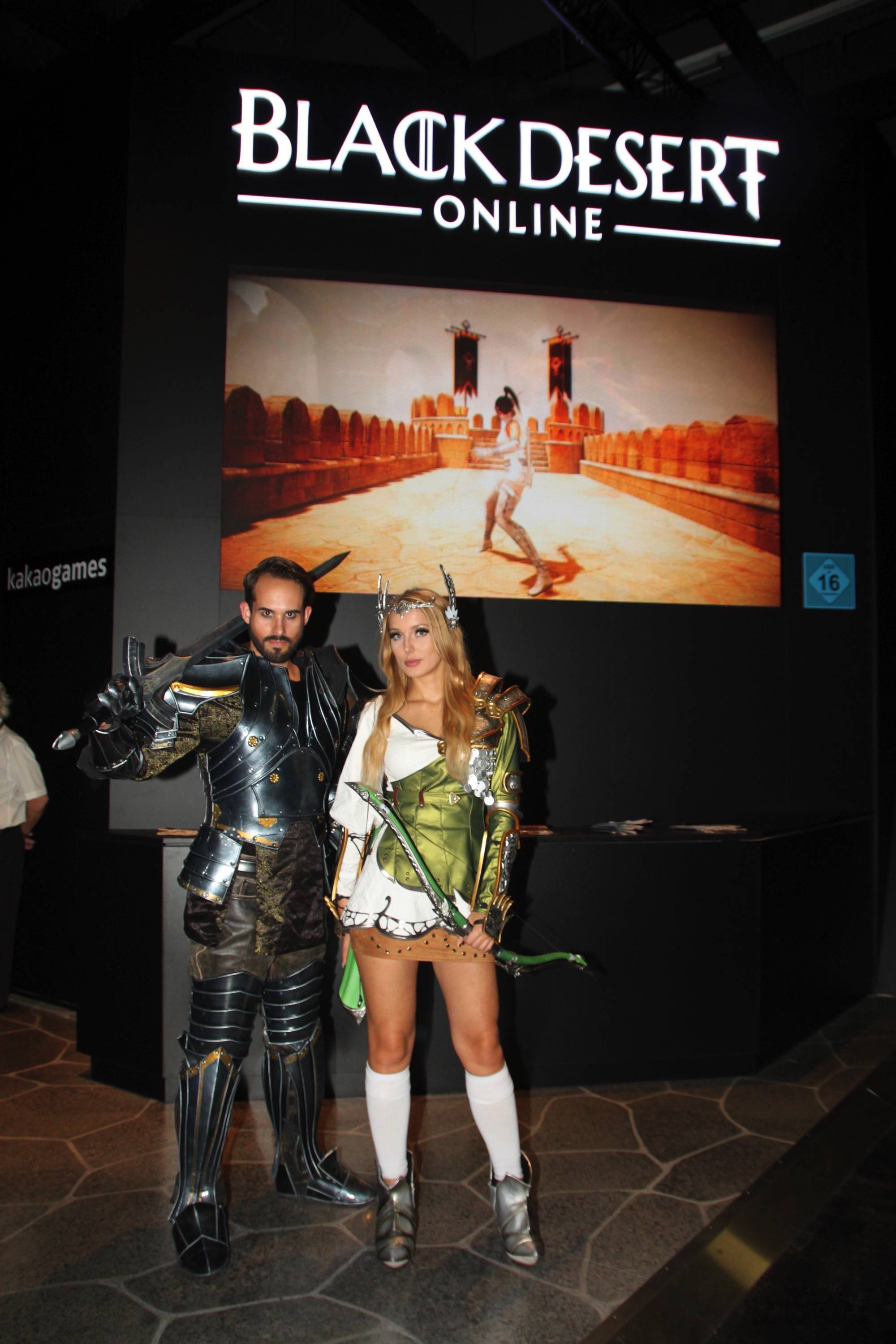
Promoción en GamesCom 2016.

Black Desert Online ha estado en desarrollo desde 2010. Kim Daeil, antiguo desarrollador de Hangame y NHN Gaming, fundó en septiembre de 2010 el estudio coreano Pearl Abyss.Poco después, comenzó a desarrollar Black Desert Online.
El juego utiliza el motor personalizado "Black Desert" de Pearl Abyss, creado específicamente para manejar la rápida renderización requerida para su mundo sin fisuras y los asedios a gran escala de castillos con muchos personajes.
Después de acordar un acuerdo de publicación japonés con GameOn Japan el 8 de septiembre de 2012, Pearl Abyss comenzó a publicar los detalles del juego al público. En noviembre de 2012 se mostró el juego en G-Star. Black Desert Online también se presentó en Gamescom 2013.
Black Desert Online ingresó a la prueba de beta cerrada (TCC) en octubre de 2013. Una segunda prueba beta cerrada de tres semanas comenzó en abril de 2014. La versión beta abierta se lanzó en diciembre de 2014.
El juego se lanzó en Corea, Japón y Rusia en 2015; en América del Norte y Europa el 3 de marzo de 2016, en América del Sur, Turquía, Oriente Medio del Norte de África (MENA) en 2017 y en el Sudeste de Asia en 2018. Black Desert Online utiliza un modelo de videojuego gratuito en Corea, Japón y Rusia, mientras que en Taiwán, el sudeste asiático, Europa, América del Norte y América del Sur, el juego utiliza un modelo de compra para jugar.
En el Taipei Games Show en enero de 2017, Pearl Abyss declaró que las versiones de Xbox One y PlayStation 4 del juego están en desarrollo, y fue confirmada nuevamente por Pearl Abyss en marzo. La versión de Xbox One, simplemente titulada Black Desert, se reveló durante la conferencia de prensa de Microsoft E3 2017. Fue lanzado en América del Norte y Europa el 4 de marzo de 2019.
En agosto de 2017, Pearl Abyss ha lanzado un teaser oficial para Black Desert Mobile.

### Desarrollo post-lanzamiento
La expansión de Mediah se lanzó en la versión norteamericana/europea el 30 de marzo de 2016. La parte 2 de Mediah se publicó el 4 de mayo de 2016. Las nuevas clases de Musa y Maehwa se lanzaron para jugar el 20 de abril de 2016. La expansión de Valencia se lanzó en la versión norteamericana/europea el 29 de junio de 2016. Todas las ampliaciones y adiciones de clase han sido gratuitas hasta el 20 de julio de 2016, sin planes de cobrar por contenido futuro adicional.
Las clases de Kunoichi y Ninja se lanzaron para jugar el 20 de julio de 2016. La clase de Dark Knight se publicó en Europa y América del Norte en abril de 2017. La clase de Striker se lanzó en Europa y América del Norte en mayo de 2017.
En octubre de 2015, Black Desert Online fue publicado y localizado en Rusia por el editor chipriota GameNet. El contrato expiró el 12 de octubre de 2018 sin un acuerdo en cuanto a la información de la cuenta, incluidos los datos de carácter. Pearl Abyss se disculpó con los jugadores rusos y anunció que se autoeditarían en Rusia cuando se completaran sus propios esfuerzos de localización.
En abril de 2018, Pearl Abyss anunció que cambiaría los proveedores de servicios en los servidores de América del Norte para mejorar la estabilidad. En febrero de 2019, se realizaron cambios en el mercado para crear el nuevo Mercado Central, que presenta formas más fáciles de usar para comprar y vender artículos del Mercado.

## Recepción
Recepción
Black Desert Online beta ha sido bien recibido. El juego completo ha recibido críticas mixtas o promedio de críticos, que actualmente tienen una puntuación de 73/100 en Metacritic.
En abril de 2016, la editorial Kakao Games anunció que el juego había logrado ventas de 400.000 copias en su primer mes en los mercados de Europa y América del Norte, y mostraba un promedio de 100.000 usuarios concurrentes. En mayo de 2016, un mes después del lanzamiento, la editorial Kakao Games informó que el 10 % de la base de jugadores se fue.